# High Strung
High Strung (bra: Minha Vida É um Inferno) é um filme americano de 1991, dos gêneros humor negro e comédia, dirigido por Roger Nygard e estrelado por Steve Oedekerk.
O filme conta com a participação especial de Jim Carrey no papel da Morte. Carrey aceitou participar do filme devido à sua amizade com Oedekerk. Sua participação não foi creditada de acordo com os termos do contrato, que proíbiram o uso de seu nome no filme. Independentemente disso, Carrey teve destaque no marketing do filme.
O filme também conta com uma curta aparição da então desconhecida Kirsten Dunst.
High Strung nunca foi lançado em DVD, porém ganhou o status cult e tornou-se muito popular entre os fãs de Carrey devido a sua participação.

## Elenco
- Steve Oedekerk como Thane Furrows
- Thomas F. Wilson como Al Dalby
- Denise Crosby como Melanie
- Fred Willard como Ray, o vendedor de seguros
- Jani Lane como Vol
- Ed Williams como Chefe
- Ivy Austin como concorrente
- Kirsten Dunst como menina
- Toni Sawyer como mãe de Thane
- Mark Eugene Roberts como motorista de limusine
- Jim Carrey como Morte